# Аквілієва дорога
Аквілієва дорога (лат. Via Aquillia) — римська дорога в Калабрії, збудована в 65 році до н.е. проконсулом  Манлієм Аквілієм Галом з роду Аквіліїв, звідки й отримала свою назву.
Мала довжину 65 км і йшла від Реджо-Калабрія до Вібо-Валентія.